# Leucosidea
Leucosidea é um género botânico pertencente à família Rosaceae.
1. ↑  «Leucosidea — World Flora Online». www.worldfloraonline.org. Consultado em 19 de agosto de 2020